# Lavdrim Muhaxheri
Lavdrim Muhaxheri (* 12. März 1989 in Kačanik, sozialistisches Jugoslawien, heute Kosovo; † 8. Juni 2017 in Syrien) war ein kosovo-albanischer islamistischer Terrorist. Er war seit 2013 Mitglied der dschihadistisch-salafistischen Terrororganisation Islamischer Staat (IS) und verantwortlich für dutzende Geiselnahmen, Enthauptungen und Morde, darunter die Tötung eines Gefangenen im syrischen Deir ez-Zor mit einer RPG-7, sowie für die Rekrutierung weiterer IS-Kämpfer. Muhaxheri war der Anführer der IS-Kämpfer mit kosovo-albanischem Hintergrund und galt zuletzt als prominentester Aktivist, der als Bindeglied zwischen dem IS und ethnischen Albanern aus Albanien, dem Kosovo und Mazedonien handelte; er galt als Aushängeschild unter den albanischstämmigen IS-Kämpfern.
Muhaxheri gewann im Juli 2014 besonders im südosteuropäischen Raum an Bekanntheit, als Fotos veröffentlicht wurden, auf denen er bei der Enthauptung eines Teenagers zu sehen war. Muhaxheri erklärte im August 2014 seine Tat in einem Interview mit einer Tageszeitung aus der albanischen Hauptstadt Tirana und begründete seine Handlung damit, dass er den Teenager verdächtigte, ein Spion zu sein, und dass er nichts anderes getan habe, als es auch die Mitglieder der albanischen paramilitärischen Organisation UÇK während des Kosovokriegs getan hätten. Im selben Jahr schockierte Muhaxheri erneut die Öffentlichkeit, als er auf seiner damaligen Facebook-Seite Bilder postete, die ihn bei der Enthauptung syrischer Soldaten zeigten. Er galt damit als extrem gewaltbereit und als jemand, der gerne mit seinen Gräueltaten im Internet prahlt. In einem Video sah man, wie er einen Gefangenen im Irak enthauptete. Er soll außerdem davon geträumt haben, im Kosovo ein Kalifat nach IS-Vorbild zu errichten.
Nach Interpol stand Muhaxheri unter Strafverfolgung der Justizbehörden der United Nations Interim Administration Mission in Kosovo (UNMIK) aufgrund der Anstiftung zur Begehung einer terroristischen Straftat, der Organisation und Beteiligung an einer terroristischen Vereinigung, der Aufstachelung zum nationalen, rassischen, religiösen oder ethnischen Hass, von Zwietracht und Intoleranz. Muhaxheri hatte bis zum Jahre 2012 für die United States Army zuerst im Camp Bondsteel und dann in Afghanistan gearbeitet. 2012 gründete er in seiner Geburtsstadt an der Grenze zu Mazedonien eine islamistische Jugendgruppe und reiste dann nach Syrien.
Im November 2016 plante er einen Anschlag auf die israelische Fußballnationalmannschaft.
Im Dezember 2016 gab es Warnungen aus italienischen Geheimdienstkreisen, dass Muhaxheri mit bis zu 400 IS-Kämpfern aus Syrien geflohen und nach Europa gekommen sei.
Er starb am 8. Juni 2017, vermutlich wurde er infolge eines Luftangriffes der US-Streitkräfte getötet.

## Filmmaterial
- Lavdrim Muhaxheri spricht über die Situation in Syrien (albanisch)
- Bericht über Lavdrim Muhaxheri (albanisch)